# Stephanospora
Stephanospora é um gênero de fungos gasteróides pertencente à família Stephanosporaceae, da ordem Russulales. Em setembro de 2015, o Index Fungorum listou seis espécies no gênero; nove novas espécies da Austrália-Ásia foram descritas em 2014 a partir de coleções anteriormente pensadas para representar S. flava.

## Taxonomia
Stephanospora foi circunscrito pelo micologista francês Narcisse Théophile Patouillard em 1914, com S. caroticolor (anteriormente classificada como uma espécie de Hydnangium) como espécie-tipo.

## Espécies
- S. aorangi Beever, Castellano & T.Lebel (2015)
- S. caroticolor (Berk.) Pat. (1914)
- S. chilensis (E.Horak) J.M.Vidal (2005) — América do Sul, Europa[4]
- S. corneri  Pegler & T.W.K.Young (1979) — Singapura[5]
- S. cribbae T.Lebel & Castellano (2015) — Austrália
- S. flava (Rodway) G.W.Beaton, Pegler & T.W.K.Young (1985) — Austrália, África do Sul
- S. hystrispora T.Lebel & Castellano, (2015) — Austrália
- S. kanuka T.Lebel & Castellano (2015) — Nova Zelândia
- S. novae-caledoniae T.Lebel, Castellano & K.Hosaka (2015) — Nova Caledônia
- S. occidentiaustralis T.Lebel & Castellano (2015) — Austrália
- S. papua T.Lebel & Castellano (2015) — Papua-Nova Guiné
- S. penangensis Corner & Hawker (1953) — Malásia Continental[6]
- S. poropingao T.Lebel & Castellano (2015) — Nova Zelândia
- S. pounamu T.Lebel & Castellano (2015) — Nova Zelândia
- S. redolens (G.Cunn.) E.Horak (1979)
- S. sheoak T.Lebel & Castellano (2015) — Austrália
- S. tetraspora  T.Lebel, Beever & Castellano (2015) — Austrália

## Compostos naturais
A "trufa de cenoura", Stephanospora caroticolor, contém o composto stephanosporin, um precursor de 2-cloro-4-nitrofenol. O composto, que dá ao fruto sua cor laranja, converte-se no tóxico 2-cloro-4-nitrofenolato quando o corpo frutífero é lesionado.